# Promontoire (oreille moyenne)

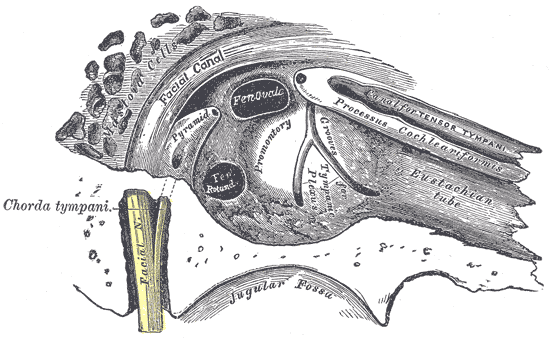
Paroi interne de la caisse du tympan avec le promontoire au centre.

Le promontoire de la caisse du tympan (promontorium tympani en latin) est une proéminence arrondie et creuse, située sensiblement au centre de la paroi médiale de l'oreille moyenne et due à la projection vers l'extérieur du premier tour de la cochlée.
Il est placé entre les deux fenêtres de l'oreille interne et sa surface est parcourue par de petites gouttières, où circulent des branches du plexus tympanique.
Un minuscule spicule osseux relie souvent le promontoire à l'éminence pyramidale située sur la paroi postérieure.

## Galerie

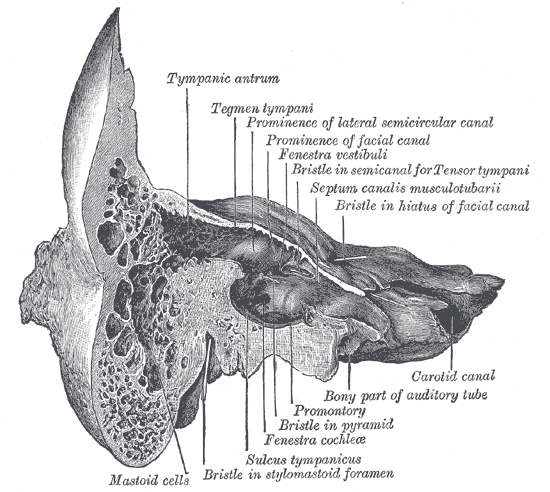
Section de l'os temporal.
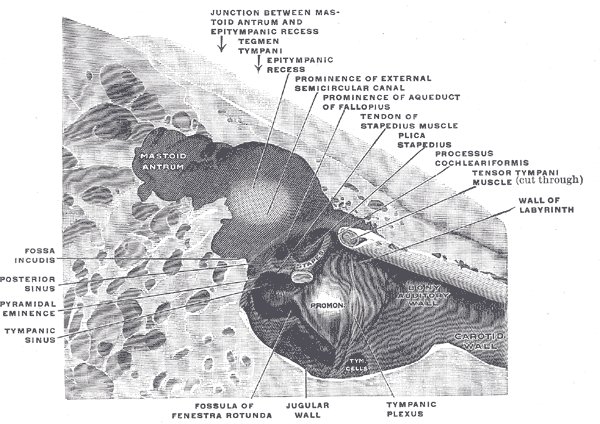
Paroi médiale et partiellement postérieure et antérieure de la caisse du tympan droite,